# Pravda

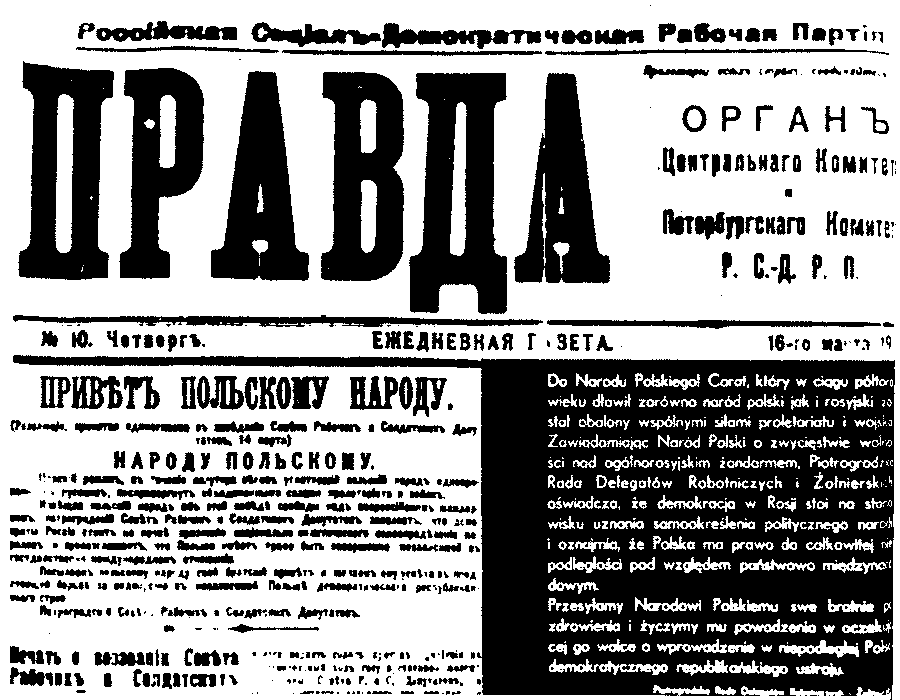
Prima pagină a numărul din 16 martie 1917, în care se relatează declarația de independență a Poloniei

Pravda (în rusă Пра́вда, Adevărul) este un ziar sovietic celebru, o publicație oficială a Partidului Comunist între anii 1918 și 1991. Ziarul mai apare încă în Rusia. În țările occidentale este cunoscut mai ales pentru declarațiile oficiale pe care le publica în timpul războiului rece. Mai există și alte ziare, mai puțin faimoase, care sunt sau au fost numite tot Pravda.

## Origini
Pravda a fost fondat ca ziar al muncitorilor în 1912. Bolșevicii au început publicarea legală a ziarului în Sankt Peterburg pe 22 aprilie 1913. Era o vreme a frământărilor, de 1 mai 1913 a avut loc o greva a aproape 400.000 de oameni, în ziar fiind publicate scrisori ale muncitorilor, arătând care era starea lor de spirit și agitând mulțimea. Pravda a fost considerat de comuniști drept succesorul ziarului socialist Iskra (Scânteia).
Vladimir Ilici Lenin, care controla ziarului, l-a plasat pe Stalin în redacția acestuia. Stalin a făcut pentru prima oară parte din colectivul redacțional până când a fost exilat în 1913. În această perioadă, linia mai moderată a redacției a fost în contradicție cu atitudinea mai combativă a lui Lenin, redactorii au cenzurat sau au refuzat să publice unele articole ale conducătorului bolșevic. Guvernul Rusiei a încercat de mai multe ori să oprească publicarea ziarului, dar bolșevicii aveau peste 40.000 de cititori fideli și și-au creat o rețea independentă de distribuitori. Pravda era dependentă numai de susținerea financiară a cititorilor-muncitori. 
Lenin trăia în Cracovia și scria din ce în ce mai multe articole pentru ziar, afișând poziții antițariste din ce în ce mai evidente. Când ziarul a fost interzis oficial, bolșevicii au continuat să-l publice și să-l distribuie în ilegalitate. 
Pravda a jucat un rol important în revoluția ce avea să vină. Revoluția din Februarie 1917 a permis ca ziarul să reapară legal, și la scurtă vreme, după reîntoarcerea lui Stalin din exilul siberian în martie 1917, acesta a reintrat în colectivul de redacție. Aici, Stalin a colaborat cu Lev Kamenev. În perioada colaborării celor doi, Pravda a avut pentru început o poziție mai conciliantă față de Guvernul provizoriu, poziție care nu a fost foarte populară printre cititorii fideli. În aprilie, Lenin a scris Tezele, în care își expunea opiniile asupra liniilor de urmat în politica rusă, condamnând cu furie Guvernul provizoriu și atitudinea moderată a Pravdei. Peste câteva zile, Pravda și-a schimbat tonul, condamnând energic pe Alexandr Kerenski și pe simpatizanților Guvernului provizoriu, considerați "contra-revoluționari". Începând din acest moment, Pravda a urmat numai linia editorială dictată de Lenin. După victoria Revoluției din Octombrie, Pravda se vindea într-un tiraj de circa 100.000 de exemplare zilnic.

## Perioada sovietică
Birourile ziarului au fost transferate la Moscova pe 3 martie 1918. Pravda devenise o publicare oficială, un "organ" al Partidului Comunist al Uniunii Sovietice, un canal prin care erau anunțate politica oficială și schimbările politice. A rămas așa până în 1991. 
Au mai existat și alte ziare ale diferitelor organe ale statului. Izvestia — care se ocupa de politica externă — era ziarul Sovietului Suprem, Trud era ziarul mișcării sindicale, Komsomolskaia Pravda era ziarul Komsomolului, iar Pionerskaia Pravda era ziarul pionierilor.
În perioada de după moartea lui Lenin din 1924, Pravda a asigurat sprijinul pentru politica lui Buharin în lupta pentru putere, publicându-i acestuia cea mai mare parte a lucrărilor care aveau să-i aducă faima de teoretician comunist. 
Într-un mod similar, după moartea lui Stalin din 1953, în vidul de putere care a urmat, Nikita Hrușciov a folosit puterea care o avea asupra redacției ziarului Pravda în lupta pentru putere împotriva lui Gheorghi Malenkov, editorul ziarului Izvestia.

## Perioada post-sovietică
Pe 22 august 1991, decretul Președintelui Rusiei, Boris Elțân, a dizolvat Partidul Comunist și a confiscat toate proprietățile acestuia, inclusiv ziarul Pravda. Echipa de jurnaliști nu a luptat pentru ziarul lor sau pentru tradițiile lui. În loc de aceasta, câteva săptămâni mai târziu, au început publicarea unui nou ziar cu același nume. 
Câteva luni mai târziu, editorul-șef de atunci, Ghennadi Selezniov, (acum membru al parlamentului – Duma), a vândut Pravda unei familii de investitori din Grecia, Yannikoses. Următorul editor-șef, Alexandr Ilin, a predat emblema ziarului Pravda — medaliile Ordinul Lenin — și noul certificat de înregistrare către noii proprietari greci 
De-a lungul timpului, a apărut o sciziune importantă în colectivul redacțional. Peste 90% dintre jurnaliștii care au lucrat până în 1991 și-au dat demisia. Ei au publicat propria versiune a ziarului, care a fost închis până la urmă la presiunile guvernului. Aceiași ziariști, conduși de Vadim Gorșenin and Viktor Linnik, au lansat în ianuarie 1999 Pravda Online, primul ziar electronic în limba rusă. În momentul de față sunt disponibile și versiuni în limba engleză și limba portugheză. 
Noul ziar Pravda și Pravda Online nu sunt legate în vreun fel, deși ziariștii celor două publicații păstrează relații colegiale. Ziarul Pravda are tendința de a analiza evenimentele din punctul de vedere al stângii, pe când publicația on-line are tendințe naționaliste.

## Alte publicații cu numelePravda

### Pravdarusești
Au mai exista ziare cu numele Pravda și înainte de Revoluția Rusă, dar au apărut pentru puțină vreme. Lev Troțki a publicat ziarul care a fost considerat antemergătorul Pravdei în Geneva și în Viena, între 3 octombrie 1908 și 23 aprilie 1912. Cât timp a apărut, Pravda lui Troțki a fost cea mai citită publicație revoluționară. Mai târziu, Lenin a adoptat numele ziarului și stilul popular al Pravdei lui Troțki pentru ziarul bolșevic.
Regimul țarist a dus o politică de închidere a acestor timpurii Pravde, dar, de fiecare dată, ziarul reapărea cu un nume ușor schimbat, (Adevărata Pravda, Pravda Muncitorilor, etc.), scăpând astfel de interdicții. 
Alte ziare cu numele de Pravda au mai fost Komsomolskaia Pravda și Pionerskaia Pravda, menționate mai înainte.

### Pravdaslovacă
Pravda (Adevărul în limba slovacă) a fost numele unui ziar din Slovacia, care a fost în trecut echivalentul ziarului sovietic. Fondat în 1945, (alte Pravda slovace care au mai existat în perioada 1925-1932, 1944 au fost înterzise), a fost publicația Partidului Comunist din Slovacia și a fost de asemenea un ziar proprietate de stat. Echivalentul ceh (câtă vreme a existat Cehoslovacia) a fost ziarul Rudé Právo.
După Revoluția de catifea, Pravda a devenit temporar ziarul Partidului social democrat, succesorul Partidului Comunist Slovac. În zilele noastre, Pravda este un ziar echidistant, modern, unul dintre cele mai importante publicații slovace.

### Pravdaucraineană
Ukrayinska Pravda (în limba ucraineană: Українська правда, Adevărul Ucrainean) este o organizație liberală de știri ucraineană.

### Pravdagermană
Pravda a fost o publicație de propagandă editată de Grupul de Armate Nord al Wehrmacht,  tipărită după declanșarea războiului împotriva URSS. Macheta acestei publicații săptămânale era identică cu cea a ziarului sovietic Pravda, organ al Partidului Comunist al Uniunii Sovietice.